# Битва біля Риньяно (1137)
Битва біля Риньяно — друга велика поразка в кар'єрі Рожера II Сицилійського. Як і в першій Битві біля Ночери, поразки йому завдав Райнульф II Аліфейський. Головна відмінність полягала в положенні двох протиборчих сторін. 1132 року в Ночері Райнульф був звичайним бунтівником, який повстав проти влади короля Сицилії і об'єднався з князем Капуанським Робертом II та герцогом Неаполітанським Сергієм VII. 1137 року Райнульф нещодавно отримав від Папи Римського та імператора титул герцога Апулії і Калабрії та мав контингент із 800 німецьких лицарів, наданих імператором Лотарем II, а його супротивником був не лише Рожер Сицилійський, але й його колишній союзник Сергій Неаполітанський.

## Історія
У 1134 році Рожер II призначив свого старшого сина Рожера III герцогом Апулії і Калабрії. Проте в 1137 році імператор Лотар II та папа  Інокентій II як сюзерени герцогства зі свого боку надали цей титул Райнульфу, що було прямим викликом не лише королю Рожеру II, але й молодому герцогу Рожеру III. Райнульф зібрав власну армію, посилену 800 німецькими лицарями і мав пропорційну кількість піхоти. Він не прагнув битви, але Рожер та його син разом із Сергієм, який щойно визнав їхню владу, виступили проти нього. Король Рожер вирішив атакувати в Риньяно, на «Апулійському балконі» (Balcone delle Puglie), де гори Монте-Гаргано круто висяться над рівниною Апулії.
Армії вступили в бій, і молодий Рожер успішно атакував. Він відтіснив армію Ранульфа вздовж дороги до Сіпонто. У той час до сутички приєднався король Рожер II, і його атаку, з невідомих причин, повністю відбили. Він врятувався втечею і невдовзі вся нормандська армія повністю відступила. Хоча обидва Рожери вижили та дісталися до Салерно, Сергій залишився мертвим на полі бою, а претензії Ранульфа на титул герцога Апулії були підтверджені.
Битва, як Битва біля Ночери, мала незначний тривалий ефект, оскільки міста Кампанії не повстали, як очікувалося, хоча Райнульф перебував протягом двох років у безпеці в Апулії до своєї смерті через два роки.
Поразка в Битві біля Риньяно мала один позитивний ефект для Рожера. Оскільки герцог Сергій VII помер без спадкоємця, а неаполітанська аристократія не змогла досягти згоди щодо того, кого підтримувати у спадкоємстві, Рожер взяв під свій фактичний контроль Неаполітанське герцогство, висунувши новим герцогом свого сина Альфонсо.